# 中谷康夫
中谷 康夫（なかたに やすお、1955年11月12日 - ）は、日本の実業家。株式会社日立物流取締役代表執行役会長。

## 人物・経歴
東京都世田谷区生まれ。法政大学第二高等学校を経て、1978年法政大学工学部土木工学科卒業、日立運輸東京モノレール（現日立物流）入社、海運重量営業本部配属。2006年執行役国際営業本部長。2010年執行役常務。2012年執行役専務。2013年〜2022年取締役代表執行役社長を務め、2022年から代表執行役会長(CEO)。SGホールディングスとの資本提携を行うなど、脱日立グループ化を進めたが、SGホールディングスとの資本提携は事実上破談し、米投資ファンドコールバーグ・クラビス・ロバーツの傘下に入ることとなった。